# 津田佳和
津田 佳和（つだ よしかず、1988年3月22日 - ）は、日本の起業家、実業家。株式会社via.代表取締役社長
liceo san miguel 名誉顧問　。津田家の食卓[フードロス削減プロジェクト]。

## 来歴
大阪府大阪市出身。第一学院高等学校卒業。大阪市内を中心に飲食店を経営しつつ、日本各地の飲食店やホテル・観光施設のプロデュース、ブランディングを行っている。
2004年 16歳から個人事業主の世界に入りビジネスをスタート。20歳から飲食店を展開し、23歳の時には借り入れ無しで飲食店を経営。多店舗展開を実現し様々な業態ビジネスも成功を収める。2014年 26歳からは非常勤役員などを兼任しながらビジネスを広げる。
社外取締役・顧問として100社以上に就任。津田佳和の運営事務局を大阪・三重・名古屋・東京に設立。

## ラジオ
中原由岐のなでしこラジオ（２０１８年　１０月）